# Per Flygare
Per Gustav Flygare, född 16 november 1945 i Enskede församling, Stockholm, död 17 november 2019 i Stockholm, var en svensk skådespelare.
Han var engagerad vid Norrköping-Linköping stadsteater 1969–1971. Per Flygare är begravd på Katarina kyrkogård i Stockholm.

## Filmografi
- 1970 – Den magiska cirkeln
- 1977 – Mackan
- 1978 – Anna och gänget (TV-serie)
- 1979 – Stortjuven
- 1979 – Jag är Maria
- 1982 – Hedebyborna (TV-serie)
- 1983 – Profitörerna (TV-serie)
- 1983 – Öbergs på Lillöga (TV-serie)
- 1986 – Rövaren
- 1988 – Stoft och skugga (TV-serie)
- 1994 – Fallet Paragon (TV-serie)
- 1995 – Nilecity 105,6 (TV-serie)
- 1997 – Skilda världar (TV-serie)
- 1998 – Hamilton
- 2006 – Kronprinsessan
- 2010 – Radio Luxemburg

## Teater

### Roller (ej komplett)
| År   | Roll          | Produktion                                                             | Regi                 | Teater                           |
| ---- | ------------- | ---------------------------------------------------------------------- | -------------------- | -------------------------------- |
| 1968 |               | Raka spåret Lars Ardelius                                              | Tom Lagerborg        | Riksteatern                      |
| 1968 |               | Kung Ubu (Ubu Roi) Alfred Jarry                                        | Anders Frambäck      | Riksteatern                      |
| 1968 |               | Spöket på Canterville (The Canterville Ghost) Oscar Wilde              | Tom Lagerborg        | Riksteatern                      |
| 1969 |               | Jag, den store Claes von Rettig                                        | Anders Frambäck      | Riksteatern                      |
| 1969 | Mjölnar-Pelle | Mästerkatten i stövlar Lennart Hellsing                                | Riber Björkman       | Norrköping-Linköping stadsteater |
| 1969 |               | Ett spel om plugget Sven Wernström                                     | Riber Björkman       | Norrköping-Linköping stadsteater |
| 1969 |               | Kalle Perssons första krig Max Lundgren                                | Riber Björkman       | Norrköping-Linköping stadsteater |
| 1970 | Starkeys son  | Hoppa — vi har nät (We Bombed in New Haven) Joseph Heller              | Torsten Sjöholm      | Norrköping-Linköping stadsteater |
| 1970 | Hans Kubsch   | Ut med språket (Vyrozumění) Václav Havel                               | Lars Gerhard Norberg | Norrköping-Linköping stadsteater |
| 1970 | Rådsherre     | Galilei (Leben des Galilei) Bertolt Brecht                             | Torsten Sjöholm      | Norrköping-Linköping stadsteater |
| 1970 | Snugg         | En midsommarnattsdröm (A Midsummer Night's Dream) William Shakespeare  | Torsten Sjöholm      | Norrköping-Linköping stadsteater |
| 1990 |               | Romeo och Juliet (The Tragedy of Romeo and Juliet) William Shakespeare | Finn Poulsen         | Unga Riks                        |